# Wikibase
Wikibase — це набір розширень MediaWiki для роботи з перетвореними даними в центральному сховищі. Основними його компонентами є сховище Wikibase, розширення для зберігання та управління даними та клієнт Wikibase, який дозволяє отримати та вбудувати структуровані дані із сховища wikibase. Wikibase був розроблений і використовується у Вікіданих. 

## Опис
Модель даних для посилань на Wikibase складається із «сутностей», які включають в себе окремі «елементи», мітки або ідентифікатори для їх опису (можливо, на декількох мовах) і семантичні висловлювання, які приписують «властивості» елементу. Ці властивості можуть бути або іншими елементами в базі даних, або текстовою інформацією. 
Wikibase має інтерфейс користувача на основі JavaScript і забезпечує експорт усіх даних або їх підмножин у багатьох форматах. Проекти, що використовують Wikibase  включають: Вікідані, проект Eagle Europeana, Вікі Droid,  та вікі OpenStreetMap. 

## Зовнішні посилання
- Офіційний сайт Wikibase [Архівовано 30 квітня 2021 у Wayback Machine.]
- Бібліотеки компонентів Wikibase [Архівовано 12 травня 2018 у Wayback Machine.]